# Silvestre Ochagavía Echaurren
Silvestre Ochagavía Echaurren (Santiago 28 juli 1862 - aldaar 29 januari 1934) was een Chileens grootgrondbezitter, wijnboer en politicus.

## Biografie
Hij was de zoon van Silvestre Ochagavía Errázuriz (1820-1883), wijnboer (producent van de Viña Ochagavía) en politicus en van Concepción Echaurren García-Huidobro. Zijn grootvader, Silvestre Martínez de Ochagavía Sequeira, was grondlegger van de uitgebreide wijngaarden van de familie en verdiende een fortuin.
Silvestre Ochagavía studeerde rechten aan de Universiteit van Chili en werd op 9 oktober 1883 toegelaten tot de balie van Santiago. Hij was lid van de Partido Conservador (Conservatieve Partij) en vertegenwoordigde die partij in de Kamer van Afgevaardigden (1891-1906) en de Senaat (1912-1924; 1926-1934). Van 1914 tot 1915 was hij voorzitter van de Senaat. In 1916 was hij minister van Buitenlandse Zaken, Eredienst en Kolonisatie van Chili.
Ochagavía was een van de grootste wijnproducenten van Chili en bezat uitgestrekte wijngaarden. Hij was lid van de prestigieuze Club de La Unión in Santiago en de belangenvereniging van de agrariërs, de Sociedad Nacional de la Agricultura (Nationaal Agrarisch Genootschap).

## Privé
Hij was getrouwd met (1) Isabel Hurtado Larraín en (2) Carmen Echeverría. Zijn kleinzoon, Fernando Ochagavía Valdés (1928-2003) was o.a. senator en voorzitter van de Sociedad Nacional de la Agricultura.